# Aeroportul Capitán FAP Renán Elías Olivera
Aeroportul Capitán FAP Renán Elías Olivera (IATA: PIO, ICAO: SPSO) este un aeroport din Pisco, Peru, Provincia Pisco, Ica Department⁠(d), Peru ce deservește zona Pisco. Aeroportul a fost tranzitat în 2022 de 1.342 de pasageri.
Situat la o altitudine de 12 m, aeroportul dispune de o singură pistă. Este operat de Aeropuertos del Perú⁠(d).